# Пысково (Тверская область)
Пысково — деревня в Калязинском районе Тверской области. Входит в состав Нерльского сельского поселения.

## География
Находится в юго-восточной части Тверской области на расстоянии приблизительно 35 км на юг-юго-восток по прямой от районного центра города Калязин.

## История
Была отмечена на карте 1825 года. В 1859 году здесь (тогда деревня Калязинского уезда Тверской губернии) было учтено 14 дворов, в 1940 — 12.

## Население
Численность населения: 143 человека (1859 год), 22 (русские 77 %) в 2002 году, 19 в 2010.